# Тиоку де Сус (Клуж)
Тиоку де Сус (рум. Tiocu de Sus) насеље је у Румунији у округу Клуж у општини Корнешти. Oпштина се налази на надморској висини од 399 m.

## Становништво
Према подацима из 2002. године у насељу је живело 133 становника.

### Попис2002.
| Расподела становништва по националности 2002.‍ | Расподела становништва по националности 2002.‍ | Расподела становништва по националности 2002.‍ | Расподела становништва по националности 2002.‍ | Расподела становништва по националности 2002.‍ |
| --------------------------------------------- | --------------------------------------------- | --------------------------------------------- | --------------------------------------------- | --------------------------------------------- |
|                                               |                                               |                                               |                                               |                                               |
| Румуни                                        | Румуни                                        |                                               | 102                                           | 76,7%                                         |
| Мађари                                        | Мађари                                        |                                               | 31                                            | 23,3%                                         |